# Tigresses blanques

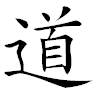
98 × 99 pixelspx

Les tigresses blanques és una controvertida societat secreta taoista formada per dones, que tenien com a objectiu preservar i, fins i tot, restaurar la joventut i aconseguir la il·luminació mitjançant el sexe, que seria una font d'energia potent, la més forta. El seu nom es deu al tigre asiàtic de color blanc, escàs i solitari, ja que les tigresses no tenien perquè tenir parella estable. Valerie Tasso va intentar esbrinar si en l'actualitat existien tigresses blanques, però només va trobar la pista de l'escriptora nord-americana d'origen xinès, Jade Lee, que ha escrit una novel·la eròtica.
La Tigressa Blanca busca la immortalitat però aquest concepte varia segons les diferents escoles taoistes. Unes es refereixen a la immortalitat quan el cos es manté mentre la persona ho considera necessari. Unes altres, la consideren quan l'esperit i la consciència romanen intactes en el moment de la mort per la qual cosa es pot dirigir el “jo” a paradisos immortals. En sentit, més pràctic quan es viu més de cent anys amb bona salut (“mantenir-se jove en la vellesa”). El concepte que té la Tigressa Blanca de la immortalitat és viure molts anys amb un aspecte físic jove, salut òptima i consciència lúcida tota la vida.
Hsi Lai és un nord-americà, malgrat que alguns crítics del seu llibre “Enseñanzas sexuales de la tigresa blanca”, es refereixen a l'autor pensant-se que és una dona. No es coneix cap imatge d Hsi Lau. Alguns opinen, malgrat saber xinès, no és d'origen asiàtic., fins i tot, s'ha insinuat que pot ser un cas amb paral·lelismes al de Lobsang Rampa. La font d'informació els antecedents de les Tigresses és un llibre “Hsi Wang Mu Nan Tsin” (Els preuats secrets de la Reina Mare d'Occident sobre com absorbir l'energia sexual masculina) copiat a mà per Chin Huá l'any 1748. La transcriptora va viure durant la dinastia Qing (pàg40).
Gao Xingjian en el seu llibre “La muntanya de l'Ànima “(capítol 14) menciona que el Tigre Blanc representa una dona molt atractiva de la qual és molt difícil escapar si t'atrapa.